# Jožef Petrovič
Jožef Petrovič (ur. 5 lutego 1958 w Mariborze) – słoweński polityk i menedżer, w 2014 minister rozwoju gospodarczego i technologii.

## Życiorys
Pochodzi z miasta Krško, ukończył studia ekonomiczne. Przez około 30 lat pracował jako menedżer, m.in. jako kierownik działu w przedsiębiorstwie DZS, później do 2014 jako prezes spółki Unichem. Zaangażował się w działalność Partii Mira Cerara, z jej listy w 2014 kandydował do Zgromadzenia Państwowego. 18 września 2014 został ministrem rozwoju gospodarczego i technologii w gabinecie Mira Cerara. Po miesiącu podał się do dymisji, gdy media ujawniły zarzuty dotyczące jego udziału w porozumieniu kartelowym naruszającym przepisy dotyczące ochrony konkurencji. Później został zastępcą dyrektora kolei państwowych.